# おうみ発630
『おうみ発630』（おうみはつ ろくさんまる）は、2015年3月30日から滋賀県向けに放送されているNHK大津放送局による『NHKニュース』のローカルニュース（地域情報番組）。

## 概要
主に滋賀県内で起きた出来事に関するニュースや特集を中心に放送される。
2003年3月31日から同年9月26日まで『かんさいニュース1番』の県域ローカルニュース枠として放送されていた『おうみ発630』の開始時刻を20分繰り上げる形で同年9月29日より『おうみ発610』として放送が開始された。
2015年3月27日で『おうみ発610』としての放送を終了し、同年3月30日より『おうみ発630』として放送が開始された。
2022年10月3日放送分から放送常時同時配信・見逃し番組配信サービス「NHKプラス」で本番組の見逃し配信を開始した。

## 放送時間
- 平日18:30 - 19:00（特別編成時は開始時間が変更される場合がある[4]）
  - 祝日・年末年始は休止となり、18:45 - 18:59（年末年始は18:50 - 19:00）に大阪局から関西のニュース・気象情報を同時ネットする。
  - 毎年1月17日が平日と重なる場合は、阪神・淡路大震災関連報道に伴う『ほっと関西』のブロックネット枠拡大のため、同番組飛び降り後から時間繰り下げ・短縮して放送。それ以外でも特設ニュースなどの事により短縮放送となる場合がある。
- また、稀に特設ニュースや特別編成などの都合により短縮放送となるか番組自体が休止となる場合もある。以下は直近でそうしたケースに該当した例（緊急ニュースや総理記者会見により短縮となったケースは一部の例外を除き記述なし）。
  - 2022年2月7日 - 10日・14日 - 18日：北京オリンピック放送に伴う特別編成のため『NHKニュース』（番組表上の表記タイトルは『ニュース・気象情報（滋賀）』、以下同）に改題の上15分繰り下げ・短縮。18:30 - 18:45には大阪局から『ニュースほっと関西・短縮版』を部分ネットした。
  - 2022年8月12日・15日 - 19日：夏期特別編成のため『NHKニュース』に改題の上15分繰り下げ・短縮。18:45までは大阪局から『ほっと関西』を時間拡大ネットした。また、この期間中は小寺・石井は夏期休暇を取り出演せず、気象情報は女性メインキャスターによる読み上げとなった。
  - 2023年3月16日：当初は通常放送を予定していたが、18:26頃 - 19:00に急遽日韓首脳会談を受けた日韓首脳共同記者会見に関するニュースを東京・放送センターから同時ネットしたため、番組自体が放送中止となった。翌17日は2日ぶりに放送されたが、18:00 - 18:45に東京・放送センターから岸田文雄首相の記者会見に関するニュースを同時ネットした関係で15分繰り下げ・短縮となった。
  - 2023年5月1日・2日：春の大型連休期間に伴う特別編成のため番組自体を休止。18:30 - 18:59に大阪局から『ほっと関西・短縮版』を同時ネットした。
  - 2023年5月19日：18:20 - 18:53に東京・放送センターからG7広島サミット関連のニュースを同時ネット[5]したため、『NHKニュース』に改題の上18:53 - 19:00に時間変更・短縮。なお、この日はNHKプラスでの見逃し配信は行われなかった。
  - 2023年6月13日：18:30 - 19:00に東京・放送センターから岸田文雄首相の記者会見に関するニュースを同時ネットしたため、番組自体を休止[6]。なお、これにより『ほっと関西』は飛び降りが行われず臨時フルネットとなった。
  - 2023年8月14日 - 18日：夏期特別編成のため15分繰り下げ・短縮。18:45までは大阪局から『ほっと関西』を時間拡大ネットした。この期間中はアナウンサー1人のみで進行した。ただし、15日は台風7号が滋賀県に接近していた影響でその関連ニュースを伝えるため通常枠で放送し、14日・15日は気象キャスターの出演もあった（16日 - 18日は気象キャスターの出演が無く、気象情報はアナウンサーによる読み上げとなった）。

## 主なコーナー
ここでは2021年度において放送されるコーナーについて記載する。
月曜日
- しが鉄

火曜日
- しがリサーチ
- そらしが（月1回）

水曜日
・きゅんしが
木曜日
- しがばな
- 防災応援メモ（第3木曜日を除く）[7]
- しが!!防災応援団（第3木曜日） - このコーナーの関連番組として、滋賀県向けのFMで『しが!!防災応援ラジオ』が放送されている（第3金曜日 18:00 - 18:50）[8]。

金曜日（いずれも月1回の放送）
- しがトク
- おいしがクッキング
- しがファクトリー

## 2025年度の出演者
キャスター
- 別井敬之（メインキャスター、大津局アナウンサー）
- 岡隆一（メインキャスター、大津局アナウンサー）
- 田中崇裕（キャスター代行など、大津局アナウンサー2023年7月より）
- 平田惟（サブキャスター）
- 上原あずみ（サブキャスター[9]）

リポーター
- 猪崎由華（きゅんしがとしが鉄を担当）
- 山口音々（きゅんしがとおいしがクッキングを担当）
- 黒田麻梨奈（きゅんしがとしが鉄を担当）

コーナー出演者
- ロッシー（野性爆弾） - 「しが鉄」のコーナー担当。

気象予報士
- 石井元樹 - 水 - 金曜日担当[10]土曜日のほっと関西サタデーも担当。（関西ブロック）
- 小寺啓太 - 月・火曜日担当
  - なお気象キャスターは、11:57 - 12:00の滋賀県の気象情報も兼務する。

## 過去の出演者

### 歴代のキャスター

#### 男性
- 今道琢也
- 石踊昌一
- 後藤康之
- 若月弘一郎
- 高木修平
- 藤澤義貴
- 高鍬亮
- 吉岡大輔
- 高木優吾
- 大山武人
- 稲垣秀人
- 田代純（大津局アナウンサー） - 「もっと知りたい!麒麟がくる」担当、倉沢・大山・稲垣が不在時はキャスターも担当。
- 倉沢宏希（元大津局アナウンサー、現大阪局アナウンサー）

#### 女性
- 高阪真希
- 犬井純恵
- 岡田亜子
- 村田絵里
- 藤村周子
- 浅岡理紗
- 名倉由桂
- 辻留奈
- 山住悠
- 手塚真未
- 村上文香（しが!!応援宣言）[1][11]
- 太田磨理
- 矢田美沙希

### 歴代のリポーター
- 村山由起
- 清水愛
- 田中理紗
- 吉田真由美
- 平崎友佳
- 小堀慶子
- 田中美紗貴
- 平野あゆみ（週刊ガッコウ通信）
- 西尾未来子
- 赤井麻衣子
- 寺田有希
- 下川綾那
- 森麻衣子